# Bill Trott
Bill Trott, född 20 mars 1965, är en friidrottare från Bermuda. Han deltog vid olympiska sommarspelen 1984 och olympiska sommarspelen 1988.